# Ali Rida Pascià
Ali Rida Pascià (... – 1850?) è stato un militare e politico ottomano.

## Biografia
Nel 1831, il sultano ottomano Mahmud II inviò in Iraq Ali Rida Pascià, allora governatore di Aleppo, per eliminare il mamelucco Dawud Pascià di Baghdad. L'anno prima, Dawud era stato convocato a Costantinopoli dal sultano, intenzionato a porre fine al governo semi-autonomo che il mamemlucco aveva creato in Iraq provocando diversi problemi alla Sublime porta (l'operato di Dawud aveva provocato il conflitto con la Persia del triennio 1821-1823). Alì conquistò Baghdad dopo un lungo assedio e depose formalmente Dawud. Per mantenere il controllo sulla città, Alì integrò nel restaurato governo ottomano molti elementi mamelucchi, dopodiché si proclamò signore di buona parte dell'Iraq (Baghdad, Aleppo, Mosul e la regione del Diyar Bakr). Nel 1834, Alì conquistò Basra, ponendo formalmente fine al dominio mamelucco sull'Iraq.
Nel 1842, Ali venne rimpiazzato al comando dell'Iraq da Mehmed Necib Pascià (morto 1851) e trasferito in Siria.